# Domy pana Sartoria
Domy pana Sartoria (1892, Widowers' Houses) je satirická divadelní hra anglického dramatika irského původu Georga Bernarda Shawa, nositele Nobelovy ceny za literaturu za rok 1925. Hra vyšla prvně tiskem roku 1893 a pro vydání ve sbírce Hry utěšené a neutěšené (Play Pleasant and Unpleasant) z roku 1898 byla přepracována.
Název této autorovy dramatické prvotiny a první z tzv. Neutěšených her znamená doslova Vdovcovy domy a jde o narážku na biblické domy vdov z Evangelia svatého Marka (12, 40). Česky byla hra uváděna také po názvem Domácí pán a knižně vydána roku 1956. Naivní hrdina hry, mladý lékař Trench je pohoršen, když zjistí, že jmění jeho snoubenky Blanche Sartoriové pochází z nekalých zisků jejího ovdovělého otce, který v sešlých domech na periférii vybírá přemrštěné nájemné. Když však zjistí, že i jeho bezpracná renta pochází z kapitálu, který do Sartoriova podniku vložila jeho rodina, změní názor a zapojí se aktivně do podnikání svého tchána. Stává se tak ideálním manželem pro jeho přitažlivou, ale i dravě živočišnou dceru. Shaw tak poukazuje na souvislost sexuální přitažlivosti a moci peněz.